# NGC 101
NGC 101 este o galaxie spirală din constelația Sculptorul. A fost descoperită de către John Herschel în 25 septembrie 1834.